# Dermatocarpon
Дерматокарпон (Dermatocarpon) — рід лишайників родини веррукарієві (Verrucariaceae). Назва вперше опублікована 1824 року.

## Назва
В англійській мові має назву «лишайник з крапчастою спиною» (англ. stippleback lichen).

## Будова
Талом листуватий чи листувато-лускатий, в центрі часто накипний, прикріпляється до субстрату за допомогою гомфа чи зрідка ризинами, коричнево-сірий до буро-чорного. Перитеції добре помітні на поверхні талома у вигляді багато-численних чорних крапок.

## Поширення та середовище існування
Росте на камінні та скалах.

## Види
База даних Species Fungorum станом на 26.09.2019 налічує 15 видів:
- Dermatocarpon arenosaxi
- Dermatocarpon atrogranulosum
- Dermatocarpon deminuens
- Dermatocarpon dolomiticum
- Dermatocarpon intestiniforme
- Dermatocarpon leptophyllodes
- Dermatocarpon leptophyllum
- Dermatocarpon luridum
- Dermatocarpon meiophyllizum
- Dermatocarpon miniatum
- Dermatocarpon multifolium
- Dermatocarpon rivulorum
- Dermatocarpon taminium
- Dermatocarpon tenue
- Dermatocarpon tomentulosum

## Галерея

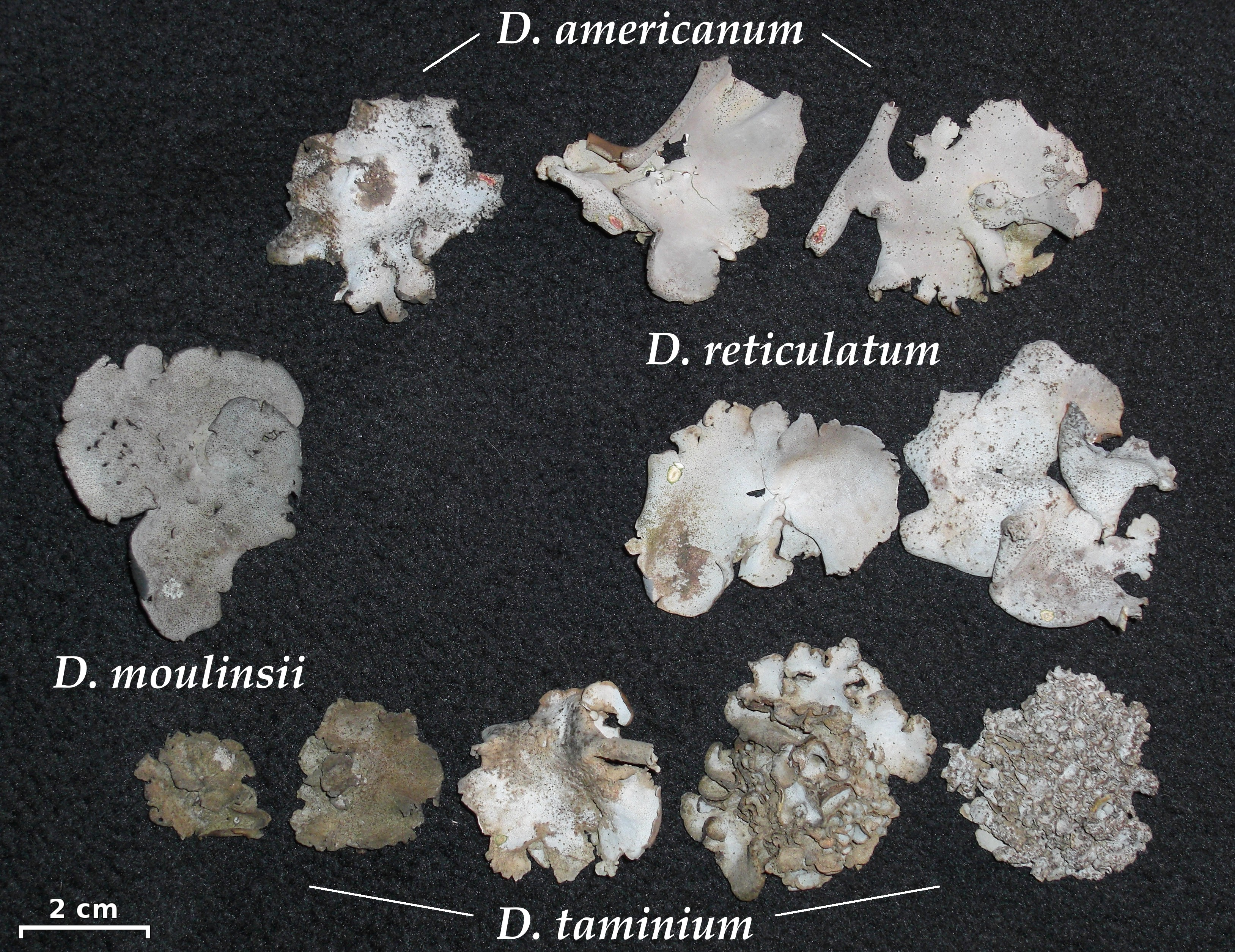
Види Dermatocarpon
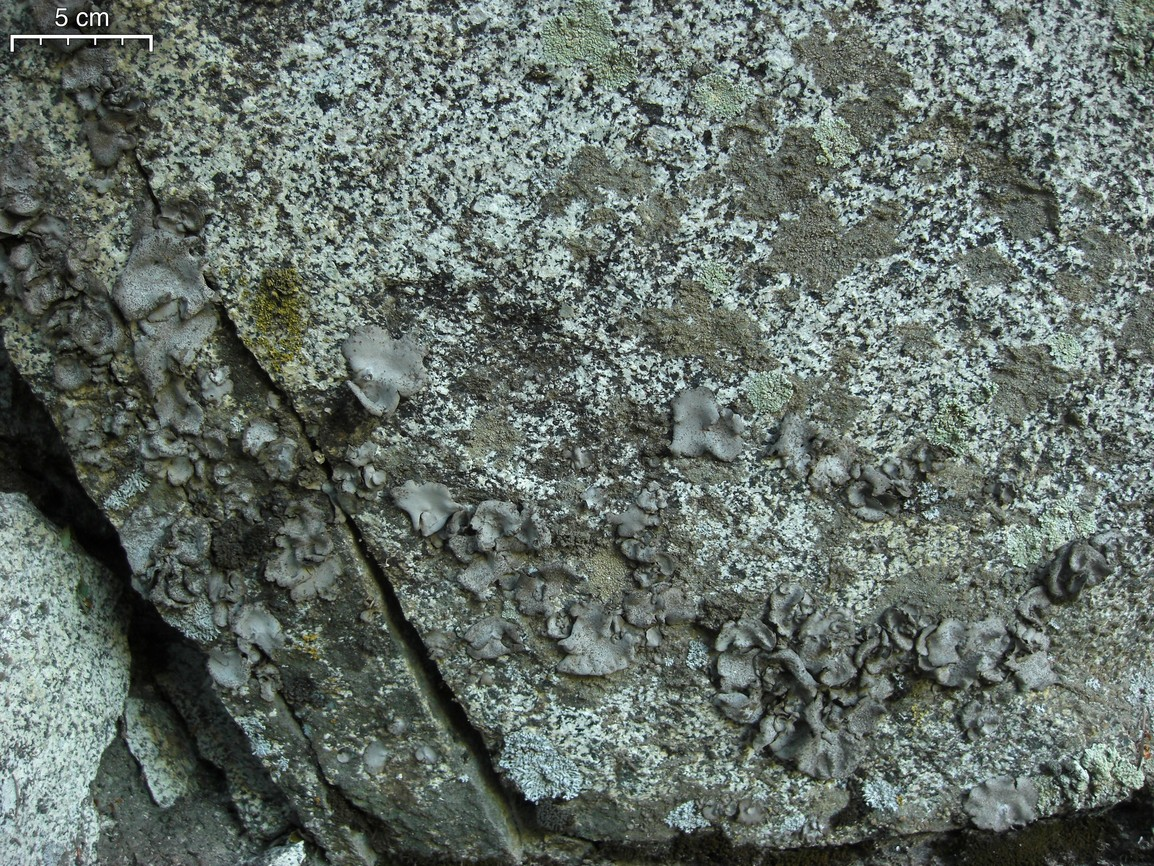
Dermatocarpon americanum
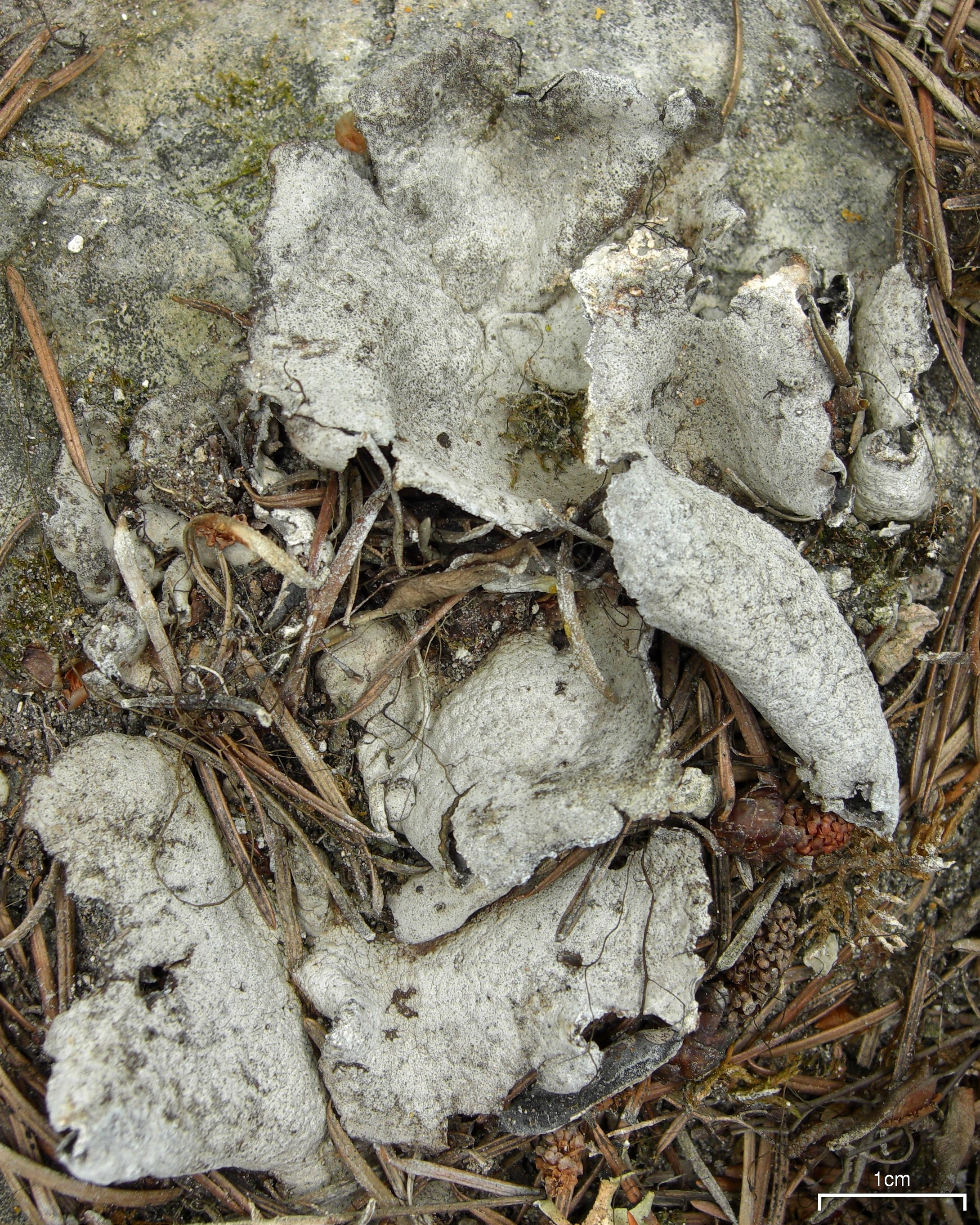
Dermatocarpon atrogranulosum